# Lilla Örtjärnen, Hälsingland
Lilla Örtjärnen är en sjö i Söderhamns kommun i Hälsingland och ingår i Norralaån-Ljusnans kustområde.